# Ventris (cráter)

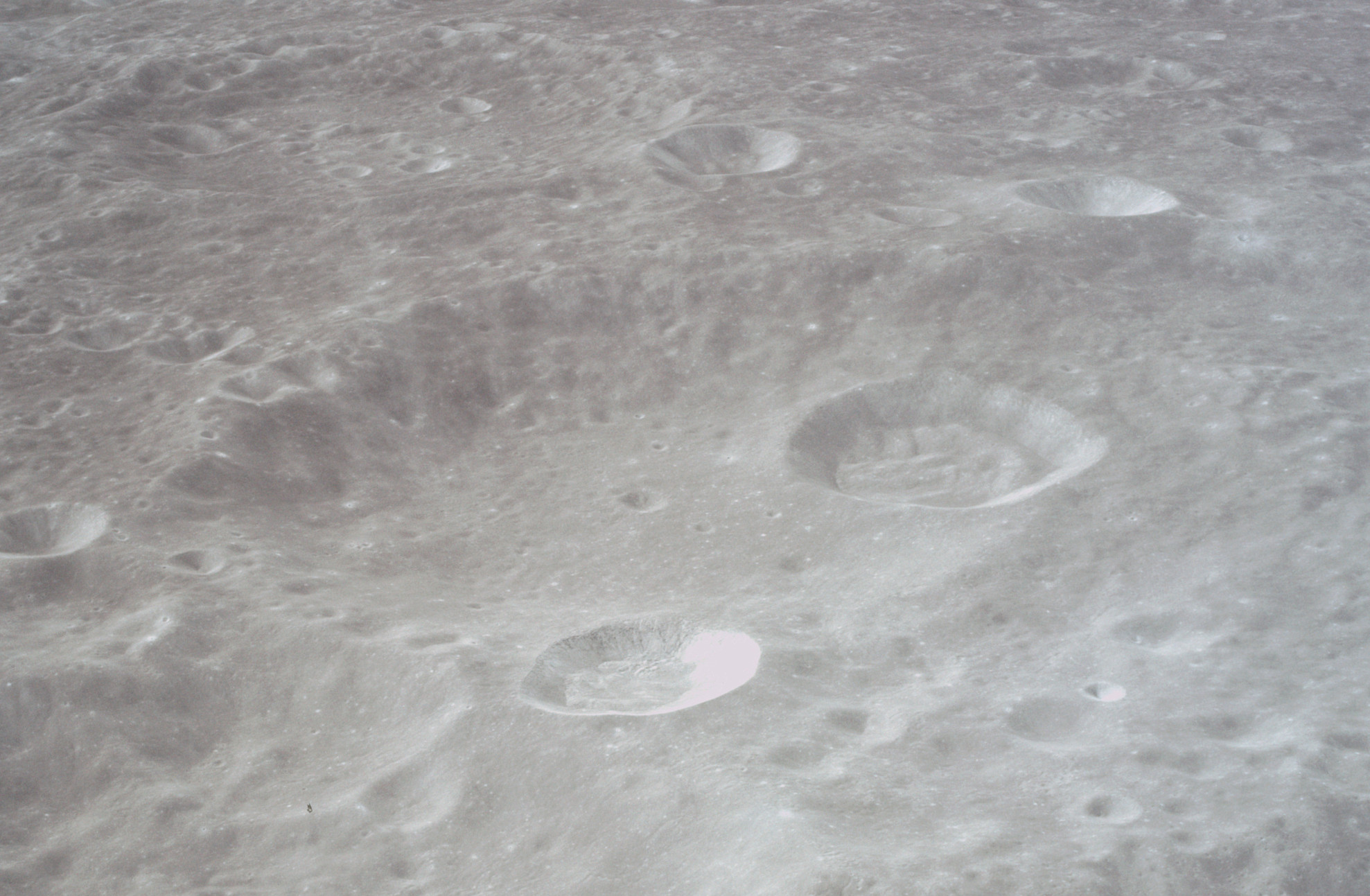
Vista oblicua desde el Apolo 17. Schliemann aparece al fondo, arriba a la izquierda.

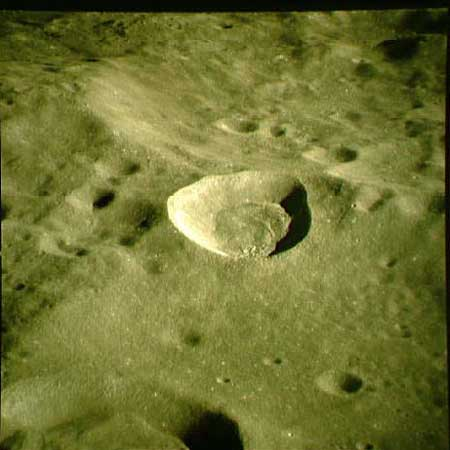
Ventris M. Fotografía de la misión Apolo 10

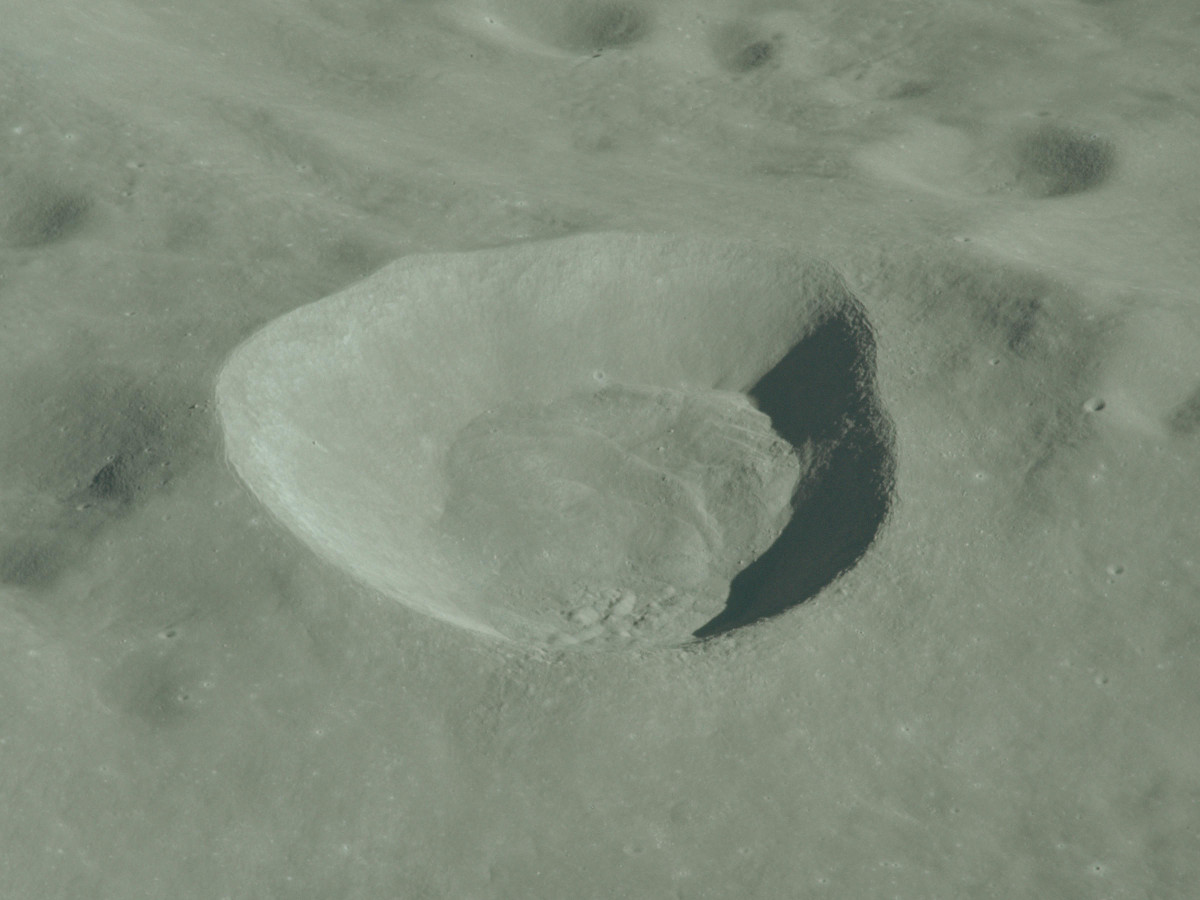
Otra imagen de Ventris M. Fotografía de la misión Apolo 10

Ventris es un cráter de impacto perteneciente a la cara oculta de la Luna. Se encuentra entre el cráter Schliemann justo al noroeste y el gran cráter Keeler, localizado un poco más al sureste. A un diámetro al noreste aparece Vening Meinesz.
|  |

Desde que se formó, este cráter ha sido muy desgastado y erosionado por impactos posteriores. Múltiples cráteres atraviesan tanto su borde como su interior. El más grande de estos es Ventris C, que cubre el sector noreste del brocal. En la parte norte del suelo se halla Ventris A. La planta sur contiene el cráter Ventris M, un cráter de impacto reciente con un pequeño sistema de marcas radiales y un albedo relativamente alto. Los rayos de este satélite se extienden en una falda que cubre la mayor parte de Ventris. Los rayos más estrechos se extienden mucho más hacia el noroeste y el suroeste.
Ventris fue denominado formalmente por la UAI en 1970.

## Cráteres satélite
Por convención estos elementos son identificados en los mapas lunares poniendo la letra en el lado del punto medio del cráter que está más cerca de Ventris.
|         | \| Ventris \| Coordenadas \| Diámetro \| \| ------- \| ----------------------------- \| -------- \| \| A \| 4°24′S 158°12′E / -4.4, 158.2 \| 26 km \| \| B \| 2°24′S 158°12′E / -2.4, 158.2 \| 18 km \| \| C \| 3°12′S 158°54′E / -3.2, 158.9 \| 48 km \| \| D \| 3°24′S 160°18′E / -3.4, 160.3 \| 21 km \| \| M \| 6°00′S 157°54′E / -6.0, 157.9 \| 18 km \| \| N \| 7°06′S 157°36′E / -7.1, 157.6 \| 63 km \| \| R \| 6°18′S 155°06′E / -6.3, 155.1 \| 13 km \| |          |
| Ventris | Coordenadas | Diámetro |
| A       | 4°24′S 158°12′E / -4.4, 158.2 | 26 km    |
| B       | 2°24′S 158°12′E / -2.4, 158.2 | 18 km    |
| C       | 3°12′S 158°54′E / -3.2, 158.9 | 48 km    |
| D       | 3°24′S 160°18′E / -3.4, 160.3 | 21 km    |
| M       | 6°00′S 157°54′E / -6.0, 157.9 | 18 km    |
| N       | 7°06′S 157°36′E / -7.1, 157.6 | 63 km    |
| R       | 6°18′S 155°06′E / -6.3, 155.1 | 13 km    |